# Hetumidi
Gli Hetumidi, chiamati anche Casata di Lambron,  furono una nobile famiglia armena, che si trasferì in Cilicia dopo la conquista dell'Armenia da parte dei Selgiuchidi.
Essi acquisirono la signoria di Lampron.
I principi della famiglia rivale, i Rupenidi, fondarono il principato della Piccola Armenia, gli Hetumidi furono i capi dell'opposizione baronale ai principi poi ai re, ed ottennero le signorie di Corico e Barbaron.
Nel 1224 Aitone (Hethum) I, il primo re Hetumide, salì al trono sposando la regina Isabella che aveva ereditato il titolo dal padre, Leone II, l'ultimo re rupenide.
Anche gli Hetumidi si estinsero nel 1373 e il trono passò ai Lusignano.

## Genealogia

### Ramo antico (Lampron)
```
 Aitone I († 1071), Signore di Lampron 
 │ 
 └──> Oscin I († 1110), Signore di Lampron 
      X Aboulgharib figlia di un principe 
Arçrouni
 
      │ 
      └──> Aitone II († 1143), Signore di Lampron 
           │ 
           ├──> Oscin II (1125 † 1170), Signore di Lampron 
           │    X Schahandoukht Pahlavouni 
           │    │ 
           │    └──> Aitone III (1151 † 1218), Signore di Lampron 
           │         X1) NE, figlia di 
Thoros II
, 
principe d’Armenia
 
           │         X2) NE 
           │          │ 
           │          ├ 2:> Costantino (1180 † 1250), Signore di Lampron 
           │          │     X Stefania di Barbaron
           │          │     │ 
           │          │     ├──> Aitone (1220 † 1250) 
           │          │     │    X Echive Poitiers, figlia di 
Raimondo Rupeno
 
principe d'Antiochia
 
           │          │     │    │ 
           │          │     │    ├──> 
Keran di Lampron
 († 1285) 
           │          │     │    │    X 
Leone III
, 
re d'Armenia
 
           │          │     │    │ 
           │          │     │    └──> Alice
           │          │     │         X 
Baliano d'Ibelin
 (1240 † 1302) 
           │          │     │ 
           │          │     └──> Alice di Lampron
           │          │          X Oscin, Signore di Corico 
           │          │ 
           │          └ 2:> Alice di Lampron († 1220) 
           │                X 
Costantino di Barbaron
```

### Ramo di Barbaron
```
           │ 
           └──> Smbat († 1153), Signore di Barbaron 
                │ 
                ├──> Bakouran († 1199), Signore di Barbaron 
                │ 
                ├──> Vasak († dopo il 1199), Signore di Barbaron 
                │    │ 
                │    └──> 
Costantino
 (1180 † 1263), Signore di Barbaron e Corico 
                │         X1) NE 
                │         X2) Alice di Lampron († 1220) 
                │         X3) Biatr
                │         │ 
                │         ├─1> 
Stefania
 
                │         │    X) Costantino, Signore di Lampron 
                │         │ 
                │         ├─2> 
Sempad
 († 1275) signore di Barbaron
                │         │ 
                │         ├─2> Maria di Barbaron († 1263) 
                │         │    X 
Giovanni di Ibelin
 († 1266) 
                │         │ 
                │         ├─2> 
Stefania
 (1220 † 1249) 
                │         │    X) 
Enrico I di Cipro
```

### Ramo regnante
```
                │         │ 
                │         ├─2> 
Aitone I
 (1215 † 1270), 
re d'Armenia
 
                │         │    X 
Isabella d'Armenia
, figlia di 
Leone II
, re d'Armenia 
                │         │    │ 
                │         │    ├──> 
Leone III
 († 1289), re d'Armenia 
                │         │    │    X 
Keran di Lampron
 († 1285) 
                │         │    │    │ 
                │         │    │    ├──> 
Aitone II
 (1266 † 1307), re d'Armenia 
                │         │    │    │    X Helvis, figlia di 
Ugo III di Cipro
 
                │         │    │    │ 
                │         │    │    ├──> 
Thoros III
 (1271 † 1298), principe di Barbaron, re d'Armenia 
                │         │    │    │    X Margherita, figlia di Ugo III, re di Cipro 
                │         │    │    │    │ 
                │         │    │    │    └──> 
Leone IV
 (1289 † 1307), re d'Armenia 
                │         │    │    │         X Maria di 
Lusignano
, figlia di 
Amalrico II di Cipro
 
                │         │    │    │                                 e Isabella d'Armenia 
                │         │    │    │ 
                │         │    │    ├──> 
Smbat
 († 1311), re d'Armenia 
                │         │    │    │ 
                │         │    │    ├──> 
Oscin
 (1283 † 1320), re d'Armenia 
                │         │    │    │     X1) Isabella di Corico († 1310) 
                │         │    │    │     X2) Isabella di Lusignano († 1319), figlia di 
Ugo III di Cipro
 
                │         │    │    │     X3) 
Giovanna di Taranto
 († 1327), figlia di 
Filippo I d'Angiò
 
                │         │    │    │      │ 
                │         │    │    │      └1:> 
Leone V
 († 1341), re d'Armenia
                │         │    │    │           X1) Alice di Corico 
                │         │    │    │           X2) Costanza d'Aragona 
                │         │    │    │ 
                │         │    │    ├──> Roupen († 1310), principe di Lampron 
                │         │    │    │ 
                │         │    │    ├──> 
Isabella d'Armenia
 (1275 † 1323) 
                │         │    │    │    X 
Amalrico II di Cipro
, governatore di Cipro 
                │         │    │    │ 
                │         │    │    └──> Rita d'Armenia
                │         │    │         X 
Michele IX
 
imperatore bizantino
 
                │         │    │ 
                │         │    ├──> 
Sibilla
 († 1290) 
                │         │    │    X 
Boemondo VI d'Antiochia
 
                │         │    │ 
                │         │    ├──> Eufemia († 1309) 
                │         │    │    X 
Giuliano de Grenier
 († 1275), 
Signore di Sidone
 
                │         │    │ 
                │         │    └──> Maria († 1310) 
                │         │         X 1266 Guido d'
Ibelin
 († 1289)
```

### Ramo di Corico
```
                │         │ 
                │         ├─2> Oscin I († 1264), Signore di Corico 
                │         │    X Alice di Lampron 
                │         │    │ 
                │         │    ├──> Costantino I († 1280), Signore di Corico 
                │         │    │ 
                │         │    └──> 
Aitone 
lo storico
 († 1314), Signore di Corico 
                │         │         X Isabella di Ibelin, figlia di Guido di Ibelin 
                │         │         │ 
                │         │         ├──> Isabella di Corico 
                │         │         │    X 
Oscin
, re d'Armenia 
                │         │         │ 
                │         │         ├──> Costantino II († 1329), Signore di Lampron 
                │         │         │ 
                │         │         └──> 
Oscin II
 († 1329), Signore di Corico 
                │         │              X1) 
Margherita d'Ibelin
, figlia di Baliano di Ibelin 
                │         │              X2) 
Giovanna di Taranto
 († 1327), figlia di 
Filippo I d'Angiò
 
                │         │               │          vedova di 
Oscin
, re d'Armenia 
                │         │               │ 
                │         │               ├──> Alice de Corico († 1329) 
                │         │               │    X 
Leone V
, re d'Armenia 
                │         │               │ 
                │         │               └──> 
Maria di Corico
 († 1365) 
                │         │                    X 
Costantino V
 re d'Armenia
                │         │                    X 
Costantino VI
 re d'Armenia
```

### Ramo di Neghir

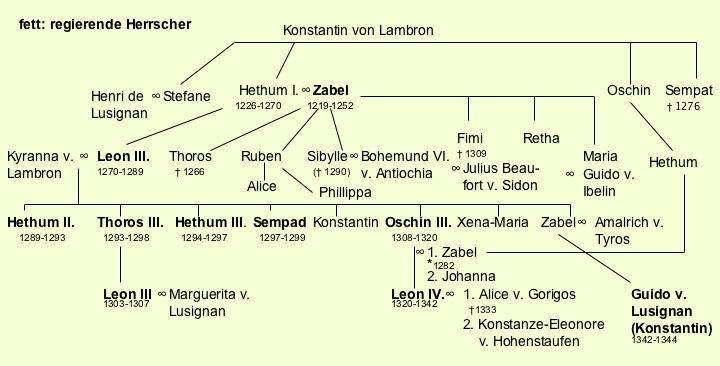
Albero genealogico - parziale - della famiglia degli Hetumidi.

```
                │         │ 
                │         └─3> Costantino, Signore di Neghir 
                │              X Isabella di 
Lusignano
, figlia di 
Ugo III di Cipro
 
                │              │ 
                │              ├──> Aitone 
                │              │    │ 
                │              │    └──> 
Costantino VI
 († 1373), re d'Armenia
                │              │ 
                │              └──> Baldovino 
                │                   │ 
                │                   └──> 
Costantino V
 († 1363), re d'Armenia 
                │                         X Maria di Corico 
                │ 
                └──> Rita di Barbaron († 1210)
                     X 
Stefano d'Armenia
(† 1165) (
rupenide
)
```